# Conicera sulawesae
Conicera sulawesae är en tvåvingeart som beskrevs av Ronald Henry Lambert Disney 1990. Conicera sulawesae ingår i släktet Conicera och familjen puckelflugor. Inga underarter finns listade i Catalogue of Life.